# Bataille de Oujda (1248)
La bataille de Oujda eut lieu en 1248 lorsque le calife almohade Abu al-Hasan as-Saïd al-Mutadid, soutenu par les Mérinides, dirigea une offensive contre les Zayyanides de Yaghmoracen Ibn Ziane dans la région de Temzezdekt, près d'Oujda.

## Histoire
En 1248, les Almohades, rejoints par les Mérinides qui venaient de se soumettre au calife almohade, assiégèrent la forteresse où résidait Yaghmoracen Ibn Ziane,.
Le calife almohade Abu al-Hasan as-Said al-Mutadid avait installé son camp et invita Yaghmurasen à se soumettre et à le reconnaître comme suzerain. Yaghmurasen rejeta cette invitation, et le calife almohade marcha contre lui. Cependant, ce dernier fut pris en embuscade et défait par Yaghmurasen,,.
Les combats eurent lieu devant la forteresse de Temzezdekt, au sud de Oujda.
Le calife almohade fut mortellement blessé d'un coup de lance par un certain Yusuf ben Abd el Mumin, tandis que Ya'kub ben Jabar, cousin de Yaghmurasen, tua le vizir Yahya ibn Attuch. La mort du calife Abu al-Hasan as-Said al-Mutadid entraîna la dispersion des assiégeants almohades. Selon une autre version, Yaghmurasen, par respect pour la dignité califale, mit pied à terre et exprima ses regrets. Le calife blessé mourut peu après.
Le calife mu’minide abandonna un butin considérable aux mains des vainqueurs zianides : le Coran d'Othman ibn Affan, troisième calife de l'Islam (un exemplaire original de la Vulgate coranique ayant appartenu aux Omayyades, puis aux Omeyyades de Cordoue avant d'être pris par les Almohades lors de leur conquête de l'Espagne), ainsi que le collier du Dragon, appelé thoban, et divers objets précieux.
Le calife almohade fut tué, et sa tête fut présentée à la mère du sultan zianide, qui lui avait conseillé de se rendre avant la bataille. En réponse, il lui avait promis d’apporter la tête de son ennemi,,,.
Cette victoire renforça le prestige de Yaghmurasen, qui ne portait alors que le titre d’amir al-muslimin. Il fut dès lors considéré comme l’égal des autres souverains du Maghreb.